# Muhamed Konjić
Muhamed Konjić (Tuzla, 14 mei 1970) is een voormalig betaald voetballer uit Bosnië en Herzegovina, die speelde als centrale verdediger gedurende zijn loopbaan. Hij beëindigde zijn carrière in 2006 bij de Engelse club Derby County.

## Interlandcarrière
Konjić kwam in totaal 39 keer (drie doelpunten) uit voor Bosnië en Herzegovina in de periode 1995–2006. Onder leiding van bondscoach Fuad Muzurović maakte hij zijn debuut op 30 november 1995 in de vriendschappelijke uitwedstrijd tegen Albanië (2-0 nederlaag) in Tirana. Het duel was de eerste officiële interland van de voormalige Joegoslavische deelrepubliek. Konjić fungeerde in dat duel als aanvoerder. Hij was in de beginjaren een van de steunpilaren van de nationale ploeg.
| Interlanddoelpunten | Interlanddoelpunten | Interlanddoelpunten | Interlanddoelpunten                   | Interlanddoelpunten | Interlanddoelpunten | Interlanddoelpunten | Interlanddoelpunten |
| #                   | Datum               | Locatie             | Wedstrijd                             | Goal(s)             | Score               | Uitslag             | Wedstrijd           |
| ------------------- | ------------------- | ------------------- | ------------------------------------- | ------------------- | ------------------- | ------------------- | ------------------- |
| 1                   | 14/10/1998          | Vilnius             | Litouwen – Bosnië en Herzegovina      | 4'                  | 0 – 1               | 4 – 2               | EK-kwalificatie     |
| 2                   | 29/03/2000          | Zenica              | Bosnië en Herzegovina – Macedonië     | 88'                 | 1 – 0               | 1 – 0               | Oefeninterland      |
| 3                   | 07/10/2001          | Zenica              | Bosnië en Herzegovina – Liechtenstein | 33'                 | 1 – 0               | 5 – 0               | WK-kwalificatie     |